# Halna kyrka
Halna kyrka är en kyrkobyggnad som sedan 2002 tillhör Töreboda församling (tidigare Halna församling) i Skara stift. Den ligger i östra delen av Töreboda kommun.

## Historia
Nuvarande kyrka ersatte en liten medeltida träkyrka av liggtimmer av fint björkträ som låg en halv kilometer västerut, där den gamla kyrkogården fortfarande finns kvar omgiven av en mur och där kyrkans plan markerats med resta stenar. Planen var normalt medeltida med ett rektangulärt långhus och ett något smalare, nästan lika högt kor. På sydsidan fanns ett timrat vapenhus och sydost om kyrkan stod en hög öppen klockstapel. Sedan 1600-talet hade en korsarm tillfogats i norr, fönstren förstorats och klockstapeln byggts in. I början av 1896, var den gamla trätimrade kyrkan med spånbelagt yttre till salu, tillsammans med den gamla orgeln och klockstapeln, med auktionsdag den 4 april. Men det låga budet på 405 kr. för hela kyrkan, antogs inte av församlingen. 24 april 1896, fick församlingen kungligt tillstånd att riva sin gamla kyrka mot att inventarierna skulle omhändertas och eventuella gravar inne i kyrkan skulle anmälas för åtgärder med dom.

## Kyrkobyggnaden
Vid en kyrkostämma med Halna socken 18 september 1892, beslöts för en ny kyrkbyggnad enligt en tidigare antagen och fastställd ritning uppgjord 1865. Till den hade tillfogats några förändringar. En entreprenadauktion skulle hållas efteråt. Av någon anledning verkar den inte ha genomförts. Men eftersom de 6 hemmanen under flera år samlat ihopa en större summa för kyrkbygge med mycket liten lånedel, så kan det varit att de ville öka sina medel för en ännu bättre kyrka. Men det verkar också varit en intern strid med brukspatron Johan Erik Wilhelm Wallin (1825-1898) på Sätra Bruk, som anskaffat en ritning från en arkitekt på Över-Intendenturssämbetet. I januari 1894 hade församlingen beslutat att kyrkbygget kunde kosta 25 000 kr. och en annons om byggentreprenad gjordes. I mars 1894 så hade en byggmästare Johan Alfred Westling ifrån Stenstorp, godkänts med sitt anbud. I april hade nya ritningar blivit fastställda av k. m:t. Grunden lades i april 1894 på en höjd där byggnaden kom under tak och arbetena inställdes under vintern från oktober 1894/ våren 95. Nuvarande kyrka i utpräglad nygotisk stil och av gråsten i kilad form med sockel i samma material i 75 cm höjd och några av stenarna 3 meter långa, uppfördes av byggmästare Johan Alfred Westling (30 maj 1853--18 okt.1895) ifrån Stenstorp, 1894–1896 efter ritningar av Folke Zettervall. Kostnaden var 22 600 kr. (1 miljon 696 tusen 732 kr. i dagens penningvärde år 2022 enligt Konsumentprisindex för varor och tjänster) plus övertidsarbeten 1700 kr. Är beräknad till 500 personer och till ytterligare "ståndspersoner". Den har nord-sydlig orientering med kyrktorn i norr och kor i söder med en spetsig tornspira, spetsbågiga gjutjärnsfönster, strävpelare, rosettfönster och ett åttakantigt korutsprång. Kyrkan har en längd av 24,5 meter; bredd av 14 meter och med en tornhöjd av 45 meter som har 6,5 meter breda sidor. Inuti kyrkan är höjden från golv till tak 12 meter. Kyrkan med ny orgel invigdes söndagen 9 februari 1896 av Skaras nytillträdde biskop Ernst Jakob Keijser med assistans.
År 1927–1928 och på 1950-talet genomfördes en invändig renovering då nygotiken tonades ned, varvid den öppna takkonstruktionen doldes bakom det nuvarande tunnvalvet av trä och dekormåleri utfört av K. J. R. Johansson tillkom. En ny inre renovering skedde 2013–2014.

## Inventarier
- En medeltida dörr från förra kyrkan förvaras i vapenhuset.
- Dopfunten är från omkring år 1300.
- Predikstolen är tillkommen 1666 och härstammar från den gamla kyrkan och återinsattes vid en restaurering.
- Altartavlan är från omkring år 1700. Vid renoveringen 1927 försågs den med ny ram av Allan Berglund och återinsattes.
- En ljuskrona av glas skänkt av en f. d. rysk krigsfånge kallad "Ivan" som slog sig ner i socknen med sin svenska fru första halvan av 1800-talet.[13]

### Orgel
- 1884 blev i den gamla kyrkan, församlingens slitna gamla orgel reparerad av anlitade orgelbyggaren A. P. Kullbom, Broddetorp, (idag i Västergötlands län). Församlingen var mycket nöjda med arbetet.[14]
- 1896 byggdes en ny orgel av Carl Axel Härngren, Lidköping, med 6 stämmor. Orgeln kostade 1700 kr. Det motsvarar 127 630 kr. enligt Konsumentprisindex för varor och tjänster för 2022.[15] Den blev avsynad och provspelad av organisten och skolläraren i Fredsberg, Anders Fredrik Sedström (1852-1904) som godkände.
- 1951 blev ett nytt orgelverk byggt av orgelbyggare Nils Fredrik Johanssons Liareds orgelbyggeri, Liared, bakom 1896 års orgels stumma fasad. Instrumentet har tolv stämmor fördelade på två manualer och pedal.[16]

## Bilder

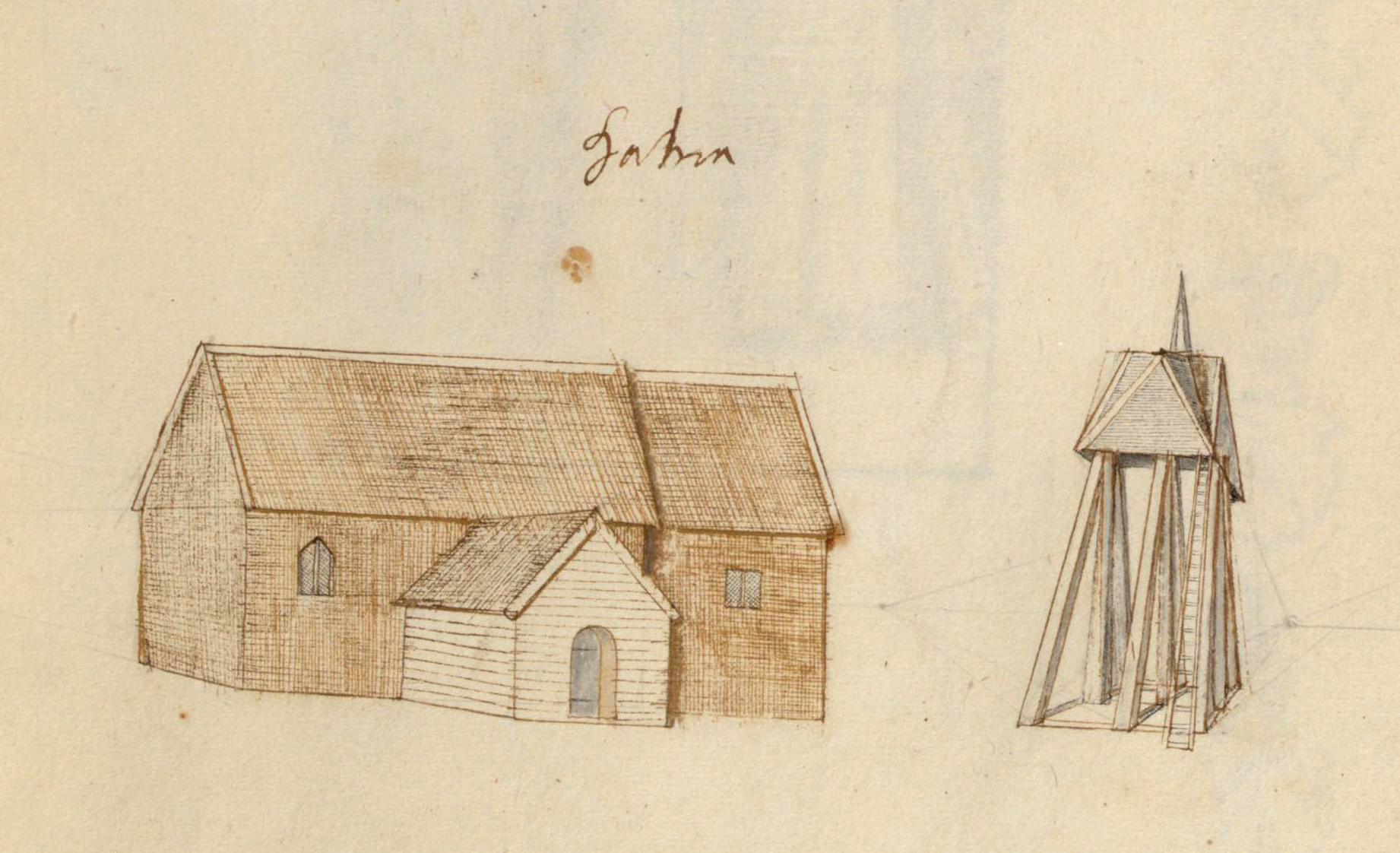
Träkyrkan på teckning omkring 1670.
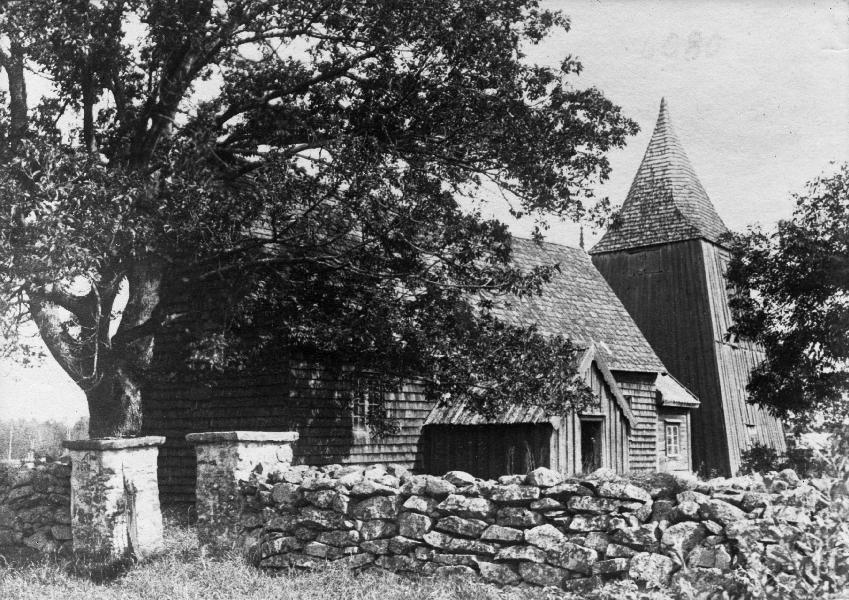
Den gamla kyrkan från sydväst 1894.
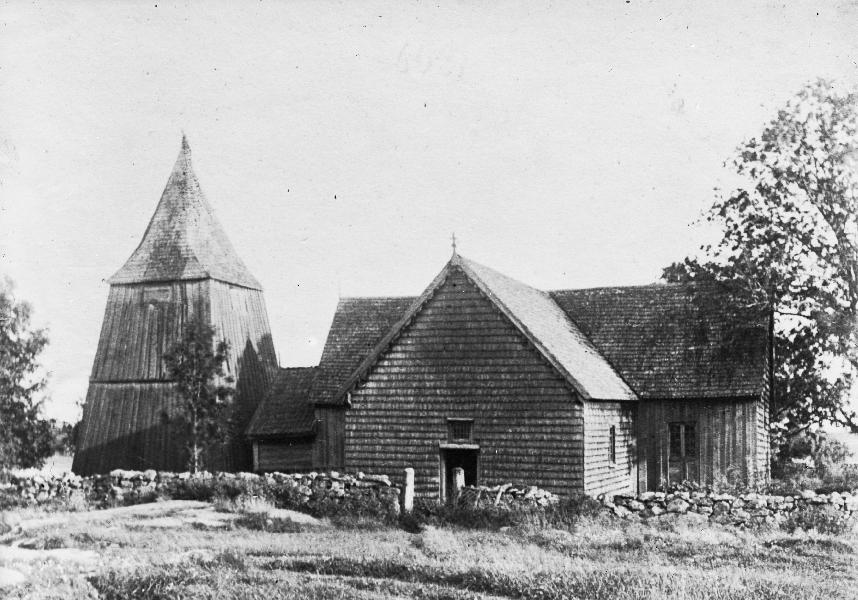
Den gamla kyrkan från norr 1894.
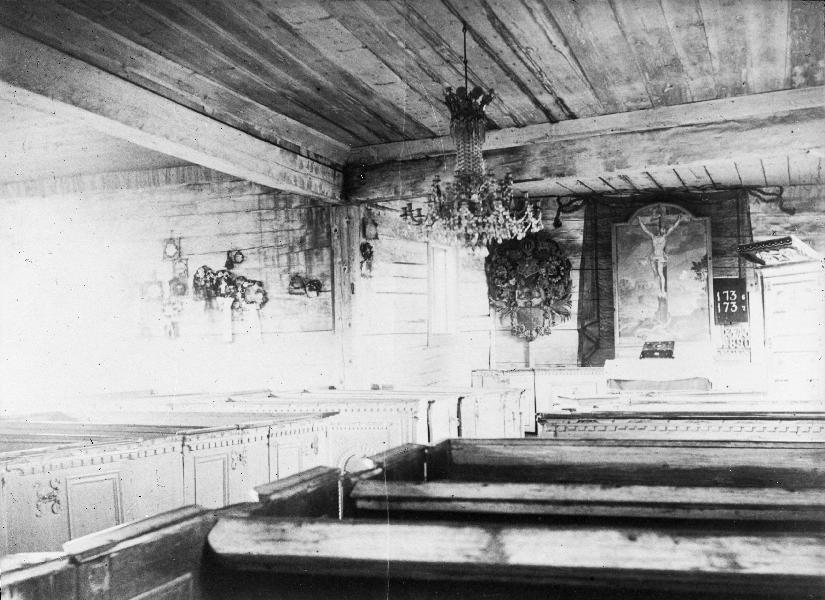
Interiör mot öster i den gamla kyrkan 1894.
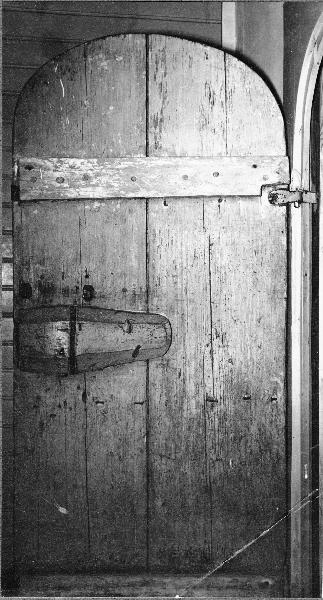
Bevarad dörr från den gamla kyrkan.
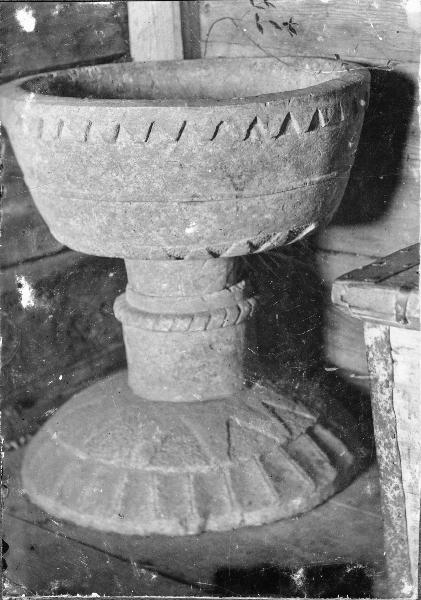
Dopfunten.